# Ercilia López de Blomberg
Ercilia López de Blomberg (Asunción, Paraguay, 11 de agosto de 1865-Ibídem, 1962) fue una poeta, ensayista y novelista del Paraguay.

## Infancia y estudios
Nació en Asunción, el 11 de agosto de 1865. Era hija de Venancio López y de doña Manuela Otazú y Machaín. Era, en consecuencia, nieta del presidente Carlos Antonio López, sobrina del mariscal y también jefe de Estado Francisco Solano López y prima de Enrique Solano López y Arsenio López Decoud, ambos, brillantes exponentes de la intelectualidad paraguaya.
Su padre, Venancio López, sucumbió pocos días antes de la hecatombe de Cerro Corá a causa de los suplicios a que fuera sometido en las últimas etapas de la guerra. Su tío, Benigno López, también tuvo un final trágico. El 20 de diciembre de 1868 fue fusilado en Lomas Valentinas, junto al obispo Palacios y otros tantos, denunciados como partícipes de una supuesta conspiración preparada para acabar con la vida del presidente mariscal López.

## Refugio en Buenos Aires
En 1868, cuando la guerra ya había adquirido visos de catástrofe, doña Manuela, en compañía de sus hijos, Ercilia, Carlos y Venancio, abandonó Asunción para buscar refugio en Buenos Aires y fijar allí residencia. En esa ciudad porteña transcurrió gran parte de la larga existencia de la pequeña López Otazú.
La niña estudió en un colegio particular regenteado por Miss Margaret Conclugh y Mrs. Brenam, en el que recibió esmerada educación y dominio de lenguas europeas, cumpliendo así el deseo de Venancio de que sus hijos estudiaran en Inglaterra o en su defecto en instituciones extranjeras de países vecinos.
Relata don Raúl Amaral que en ocasión en que Sarmiento fuera a examinar a las alumnas del colegio comentó: “Es curioso que del corazón de Sudamérica haya salido una niña de este color y este cerebro”, expresión que delata muy claramente el preconcepto que guardaba el educador argentino sobre la población originaria del Paraguay. 
No hay que olvidar que Sarmiento perdió a su hijo adoptivo, Domingo Fidel, en la sangrienta batalla de Curupayty, circunstancia que le hiciera destilar un enorme resentimiento contra los paraguayos, sin apercibirse que el destino le depararía la suerte de hallar consuelo a sus dolencias en la ciudad de Asunción donde halló la muerte.
En su época de estudiante, Ercilia entabló valiosas amistades, entre ellas, las hijas de don Eduardo Madero, hombre de importante figuración en la sociedad local.

## Retorno al Paraguay
La madre de Ercilia, doña Manuela, muy quebrantada de salud, retornó al Paraguay apenas producida la desocupación de las tropas brasileñas. En Asunción se produjo su fallecimiento en el año 1880.
De los hijos huérfanos se conoce que la joven Ercilia pasó a vivir en la casa del general Benigno Ferreira y su esposa doña Carmen Mora. Era una niña recatada y con inquietudes artísticas, dedicada a la música y la poesía. En el diario “El Comercio” de Asunción, en junio de 1879, dio a conocer un poema patriótico de doce estrofas titulado “Al Paraguay”.
El 29 de noviembre de 1886 contrajo enlace en la Iglesia de la Merced de Buenos Aires, con el Ing. Pedro Blomberg, de nacionalidad argentina. 
En ese matrimonio se gestaron siete hijos, seis mujeres y un varón, el poeta Héctor Pedro Blomberg, nacido en Buenos Aires en marzo de 1890 y autor del conocido libro “La Dama del Paraguay”, biografía romántica de Elisa Alicia Lynch, la madre de los hijos del Mariscal. 
Una extensa lista publicaciones del poeta y viajero Blomberg adorna su frondosa vida. Visitó el Paraguay, tierra que vio nacer a su suegra, doña Ercilia, hija del coronel Venancio y sobrina del Mariscal.
Ercilia enviudó joven. Establecida en Ituzaingó se dedicó por entero al cuidado de sus hijos. Desde 1915 tomó parte en la redacción de diversos periódicos argentinos, especialmente en “La Prensa”, demostrando su sensibilidad y maestría artística. También en “La Razón”, en la revista “Mundo Argentino” y “El Monitor de la Educación Común” en carácter de traductora.

## Don Inca
Su obra “Don Inca”, autobiográfica, fue un fiel reflejo de una dramática etapa de la vida nacional, en la que se retratan personajes y acontecimientos guardados en la memoria de la autora, testimonio personal de singular importancia. En ella se hallan registrados un número de episodios históricos ocurridos  en el pasado.
En 1921 publicó un amplio ensayo sobre el guaraní, lengua a la que dedicó sus desvelos hasta el punto de adquirir profundos conocimientos sobre la materia. 

## Muerte y legado
Su fallecimiento ocurrió en abril de 1962, muy cerca a completar 97 años de edad. Mantuvo una arraigada fidelidad a su país. Supo mantener un equilibrio emocional prudente sobre la historia de la familia López, pese al trágico final de su padre y al extrañamiento tan prolongado. 